# Maurícia (ilha)
Maurícia é uma ilha no Oceano Índico Sul, e a principal ilha do arquipélago das Mascarenhas e desde 1968 da República da Mauricia. O seu ponto mais alto é o Piton de la Riviere Noire, com 828 m de altitude.
Descoberta pelo navegador e explorador português Pedro de Mascarenhas em 1505, começou por ter o nome de Cerne, e passou depois para mãos dos Países Baixos. O nome Maurícia, é dado à ilha em homenagem ao príncipe Maurício de Nassau.
Depois passou para mãos da França, que a chamou Île de France. A capital do país e o principal porto da ilha é Porto Luís, que foi ponto de partida para explorações e descobrimentos franceses no Índico austral.
Após as guerras napoleónicas passou a ser colónia inglesa, em 1814.